# Grupa Azoty Jednostka Ratownictwa Chemicznego
Grupa Azoty Jednostka Ratownictwa Chemicznego Sp. z o.o. (skrócona nazwa: Grupa Azoty JRCh) – spółka usługowo-produkcyjna, wchodząca w skład Grupy Kapitałowej Polskie Konsorcjum Chemiczne sp. z o.o., należącej do Grupy Kapitałowej Grupy Azoty S.A. (dawne Zakłady Azotowe w Tarnowie-Mościcach S.A.), z siedzibą w Tarnowie. Jej działalność obejmuje m.in. prace szczególnie niebezpieczne, usługi specjalistyczno-ratownicze, oczyszczanie ścieków przemysłowych oraz utylizację i składowanie odpadów (w tym odpadów niebezpiecznych). Spółka korzysta z ok. 200 ha składowisk. Zapewnia również wsparcie dla jednostek straży pożarnej w przypadku zagrożeń chemicznych.
Spółka dysponuje także czterema laboratoriami specjalistycznymi (Laboratorium Diagnostyki Weterynaryjnej i Badań Środków Spożywczych w Nowym Sączu, Laboratorium Badań Środków Spożywczych, Laboratorium Ochrony Środowiska i Laboratorium Badania Wody i Ścieków w Tarnowie), które są akredytowane przez Polskie Centrum Akredytacji oraz posiadają Zatwierdzenia Inspekcji Sanitarnej i Weterynaryjnej. Realizują one badania w zakresie m.in. czynników szkodliwych i uciążliwych na stanowiskach pracy, mikrobiologiczne oraz chemiczne żywności i wody, czystości powierzchni, powietrza i higieny procesów produkcji, ścieków, wód powierzchniowych, basenów, kąpielisk i osadów ściekowych, a także badania z zakresu diagnostyki weterynaryjnej. Laboratoria oferują również pomiary imisji i emisji, a także badania gleby i odpadów.

## Akcjonariat spółki
Grupa Azoty Polskie Konsorcjum Chemiczne sp. z o.o. – 100%.

## Władze
- Agata Gorzkowska-Rams – Prezes zarządu[8].

## Historia
W 1968 r. zaczęła funkcjonować Stacja Ratownictwa Chemicznego przy Zakładach Azotowych w Tarnowie-Mościcach S.A., której przeznaczenie stanowiła likwidacja zagrożeń zarówno w samych zakładach, jak i w transporcie kolejowym i drogowym.
Jednostka została wydzielona ze struktury zakładów w 1994 r., rozpoczynając samodzielną działalność jako spółka z ograniczoną odpowiedzialnością – Jednostka Ratownictwa Chemicznego sp. z o.o. (JRCh sp. z o.o.) – w ramach Grupy Kapitałowej Zakładów Azotowych w Tarnowie-Mościcach S.A. Zmiany w strukturze przyniosły także rozwój firmy i zwiększenie zatrudnienia. W 2009 r., podczas targów PLASTPOL, spółka otrzymała nagrodę za „oryginalność i wyróżniający styl wystąpienia targowego”, podczas którego zaprezentowano nową identyfikację wizualną.
W związku z konsolidacją spółek wielkiej syntezy chemicznej oraz należących do nich spółek zależnych, 31 sierpnia 2012 r. spółka Grupa Azoty Jednostka Ratownictwa Chemicznego sp. z o.o. z siedzibą w Tarnowie została połączona ze spółką „CHEMZAK” sp. z o.o. z siedzibą w Kędzierzynie-Koźlu.
Spółka zatrudnia ponad 200 pracowników.